# Баттонья
Баттонья (венг. Battonya, рум. Bătania, серб. Батања) — город в Мезёковачхазском районе (в медье Бекеш) в Венгрии, недалеко от румынской границы. Город занимает площадь 145,77 км2, на которой проживает 5726 жителей (на 2010 год). Подавляющее большинство жителей — венгры, в городе проживают также сербы, румыны и цыгане.
Первое письменное упоминание населенного пункта (Bothanyaegyháza) датируется 1340 годом, статус города присвоен в 1989.

## Население
| Год  | Численность | Численность |
| ---- | ----------- | ----------- |
| 2013 | 5974        | [ 2 ]       |
| 2014 | 5952        | [ 3 ]       |
| 2019 | 5516        | [ 4 ]       |
| 2021 | 5494        | [ 5 ]       |
| 2022 | 5031        | [ 6 ]       |
| 2023 | 4966        | [ 7 ]       |
| 2024 | 4860        | [ 1 ]       |

## Города-побратимы
- Беочин, Сербия
- Липова, Румыния
- Печика, Румыния